# Cubanoscia romanorum
Cubanoscia romanorum är en kräftdjursart som beskrevs av Albert Vandel 1981. Cubanoscia romanorum ingår i släktet Cubanoscia och familjen Bathytropidae. Inga underarter finns listade i Catalogue of Life.